# 알제 국립미술관
알제 국립미술관(프랑스어: Musée national des Beaux-Arts d'Alger)은 알제리 알제에 있는 국립미술관이다.